# Saint-Vincent-de-Barbeyrargues

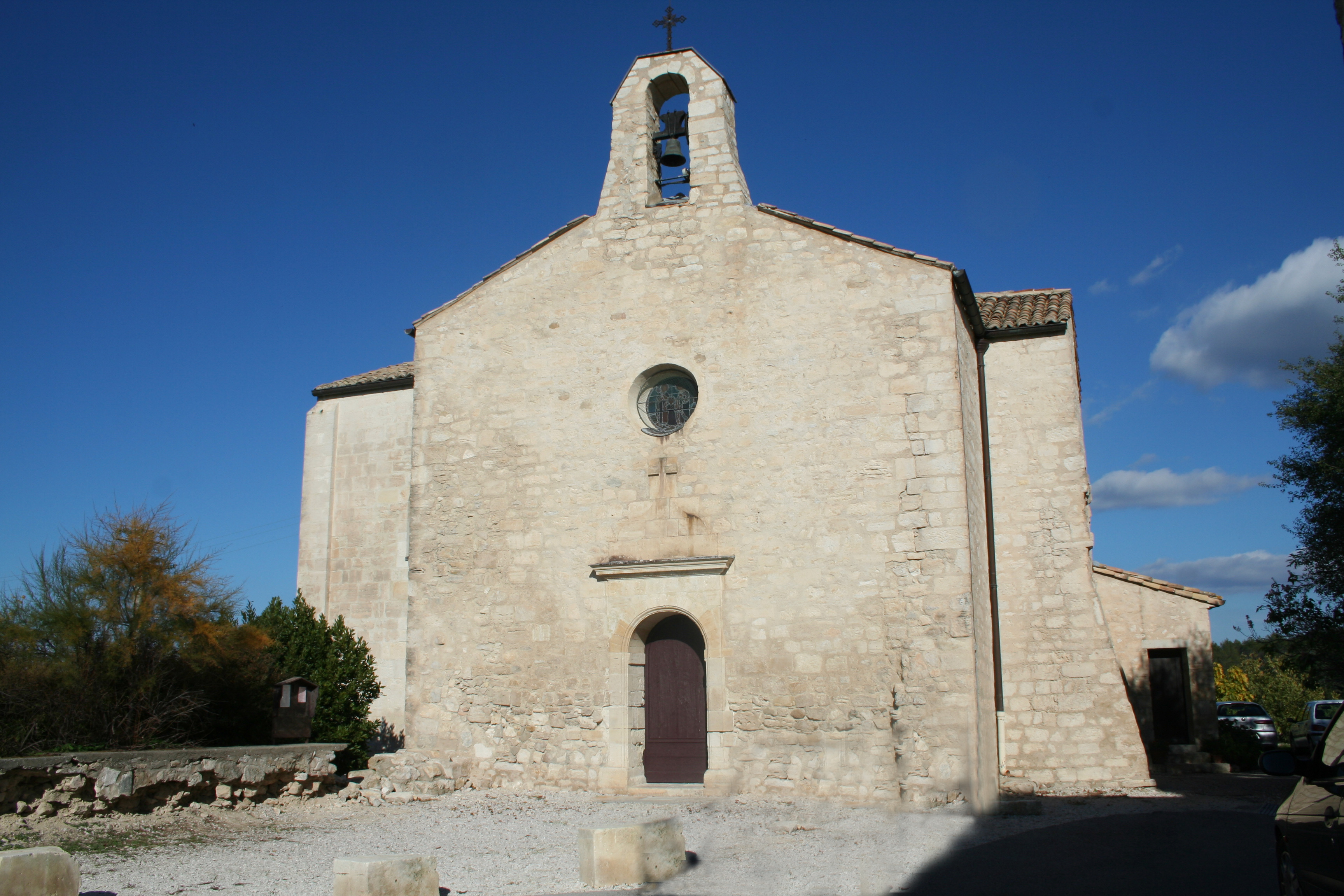
Nhà thờ Saint-Vincent-de-Barbeyrargues

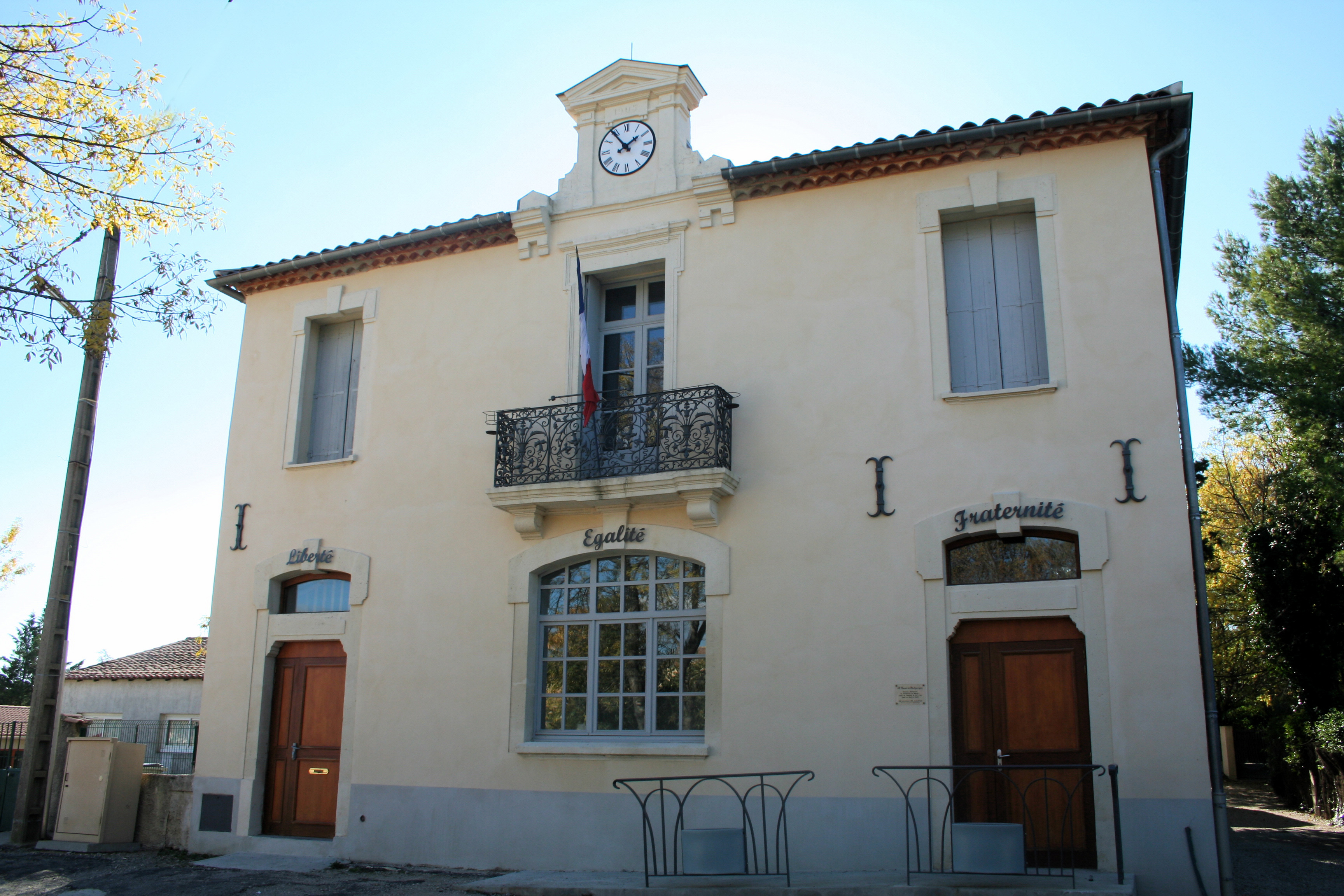
Toà thị chính

Saint-Vincent-de-Barbeyrargues là một xã thuộc tỉnh Hérault trong vùng Occitanie phía nam nước Pháp.